# ヒドゥンバレー・レースウェイ
ヒドゥンバレー・レースウェイ (Hidden Valley Raceway) は、オーストラリア、ノーザンテリトリーのダーウィンから10キロメートル (6.2 mi)ほど離れた郊外、ヒドゥンバレー・モータースポーツ・コンプレックス (the Hidden Valley Motorsports Complex) の一部を成し、ヒドゥンバレーのヒドゥンバレー・ロード171番地 (171 Hidden Valley Road) に位置している。ヒドゥンバレー・モータースポーツ・コンプレックスには、全長1kmのドラッグレース用の直線コースが、サーキットのメインストレートと並行して設けられているほか、ノースライン・スピードウェイ (Northline Speedway) と名付けられた全長400mのダートトラックレース用のサーキット、モトクロスの周回コース、ゴーカートのサーキットなどが設けられている。
ヒドゥンバレー・レースウェイは、1986年に開設され、1998年に改修が行われた。ヒドゥンバレー・レースウェイでは、V8スーパーカーの国際選手権の一部であるダーウィン・トリプル・クラウンが毎年開催されてきた。

## サーキット
ヒドゥンバレー・レースウェイは高速サーキットとして知られ、早いラップの記録が残されている。サーキットは全長2.87キロメートル (1.78 mi)で、14ヶ所のコーナーと1.1キロメートル (0.7 mi)の長さのメインストレートで構成されている。このコースでの勝利のためには、レースカーは、左右のカーブの連続を巧みに抜け、メインストレートで最高の馬力を出すことが必要になる。

## V8スーパーカー
V8スーパーカーは、1998年からヒドゥンバレー・レースウェイでレースを行なっており、最初のレースはこの年の7月に開催された。レースは通常6月下旬か、7月上旬、気温が下がる乾季に行われる。このイベントは、現在はクラウンベット・ダーウィン・トリプル・クラウンと称しており、予選タイムの最速と2回のレースの優勝を合わせて3冠（トリプル・クラウン）としている。2008年のイベントは、この年のV8スーパーカー・イベント・オブ・ジ・イヤーに選出された。
シリーズの名称は、2017年からVASCヴァージン・オーストラリア・スーパーカーに変更されているが、引き続きヒドゥンバレー・レースウェイでもレースが開催されている。

## オーストラリア・スーパーバイク選手権
オーストラリア・スーパーバイク選手権のレースも当地で行われている。

## ワールド・ソーラー・チャレンジ
ダーウィンからアデレードまで走破するワールド・ソーラー・チャレンジでは、出発に先立って、ヒドゥンバレー・レースウェイでサーキット走行や8の字走行などが行なわれる。